# 粟島 (香川県)
粟島（あわしま）は、香川県三豊市に位置する島である。

## 地理
詫間港の北西4.5kmの海上に浮かび、北東に高見島、東に志々島、南西に荘内半島がある。
面積は3.72km2、周囲は16km。
3つの島が砂州で1つにつながったスクリュー状の形をしている。
夏季には夜の海にウミホタルを鑑賞することができ、まれにはスナメリも見られる。2002年には竹ノ浦にツノシマクジラが座礁しており、2003年に新種として認定される以前の記録であっただけでなく、瀬戸内海における初の確認でもあった。

## 施設・史跡

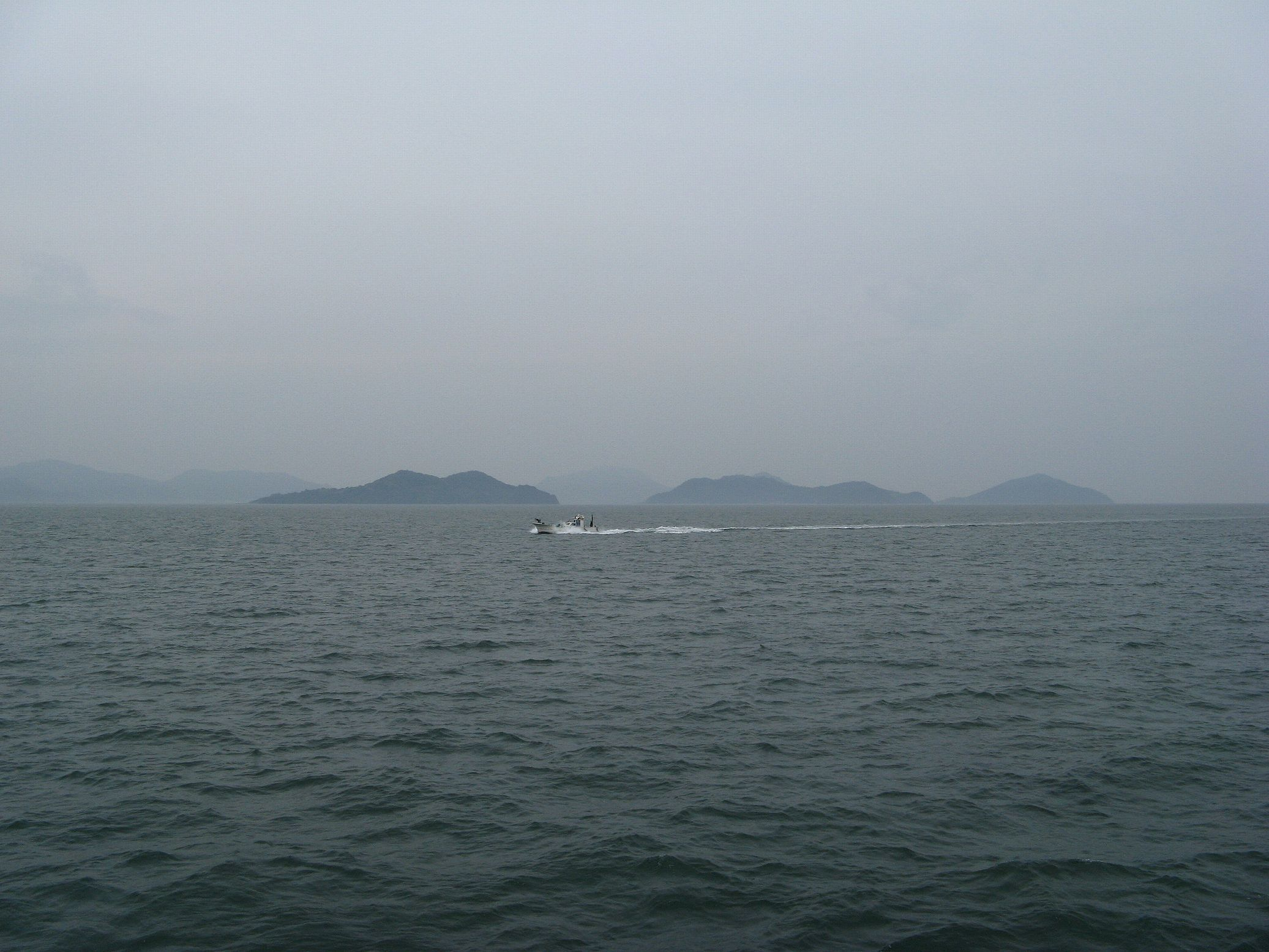
三洋汽船から西望した粟島（右）と志々島。

塩飽水軍で有名な塩飽諸島に属し、かつては北前船の寄港地として栄えた。1897年（明治30年）設立の国立粟島海員学校は、日本で最初に村立（当初）で開設され、海運業界に多くの人材を送り出してきたが、1987年（昭和62年）に廃校となり、90年余の長い歴史に幕を閉じた。その跡地は、粟島海洋記念公園に新しく生まれかわり、島のシンボルとなっている。
- 粟島海洋記念館武道場 - 旧粟島海員学校柔道場。登録有形文化財[6]。
- 亀戎神社・姫路の浜 - それぞれ、浦島太郎伝説に因んだ伝承に関連付けられている[3]。
- 粟島海洋記念公園
- 漂流郵便局（旧粟島郵便局）
- 城山（香川県粟島）
- 阿島山
- 紫谷山

## イベント
- 瀬戸内国際芸術祭
- 粟島ももて祭 - 香川県の無形民俗文化財に指定されている[3]。

## 交通アクセス
- JR予讃線 詫間駅から三豊市コミュニティバスで「須田」下車、徒歩2分の須田港（地図 - Google マップ）から粟島汽船又は海上タクシー乗船、「粟島」下船（約15分）